# Rugpjūtis
Rugpjūtis è un singolo dei cantanti lituani Justinas Jarutis e Jessica Shy, pubblicato il 9 luglio 2021.
È stato candidato per il M.A.M.A. alla canzone dell'anno.

## Video musicale
Il video musicale, diretto dagli stessi interpreti con Meida Lileikytė, è stato girato nei pressi di Birštonas e reso disponibile in concomitanza con l'uscita del brano attraverso il canale YouTube di Justinas Jarutis.

## Tracce
Testi e musiche di Justinas Jarutis e Džesika Šyvokaitė.
1. Rugpjūtis – 2:42

## Formazione
- Justinas Jarutis – voce
- Jessica Shy – voce
- Plucando – produzione

## Classifiche

### Classifiche settimanali
| Classifica (2021) | Posizione massima |
| ----------------- | ----------------- |
| Lituania          | 1                 |

### Classifiche di fine anno
| Classifica (2022) | Posizione |
| ----------------- | --------- |
| Lituania          | 9         |